# Mistrzostwa Polski w Łyżwiarstwie Figurowym 2010
Mistrzostwa Polski w łyżwiarstwie figurowym na sezon 2009/2010 rozegrano:
- dla kategorii Seniorów: w ramach międzynarodowych mistrzostw Polski, Czech i Słowacji w Cieszynie, w dniach od 18–20 grudnia 2009
- dla kategorii Juniorów: w dniach 5–7 lutego 2010 w Opolu (wraz z Pucharem Polski Młodzików, który ma charakter mistrzostw Polski dla kategorii Klasa Złota i Srebrna)
- dla kategorii Novice: w Cieszynie, w dniach 18–20 grudnia 2009

## Wyniki

### Seniorzy
Więcej, zobacz: Mistrzostwa Trzech Państw 2010 (Międzynarodowe Mistrzostwa Polski)
| Medaliści Mistrzostw Polski | Medaliści Mistrzostw Polski | Medaliści Mistrzostw Polski | Medaliści Mistrzostw Polski             | Medaliści Mistrzostw Polski          |
| Miejsce                     | Solistki                    | Soliści                     | Pary sportowe                           | Pary taneczne                        |
| --------------------------- | --------------------------- | --------------------------- | --------------------------------------- | ------------------------------------ |
| 1 miejsce                   | Aneta Michałek              | Maciej Cieplucha            | Joanna Sulej & Mateusz Chruściński      | Anastasia Vykhodtseva & Jan Mościcki |
| 2 miejsce                   | Anna Jurkiewicz             | Kamil Białas                | Elizabeth Harb & Patryk Szałaśny        | nie startowali                       |
| 3 miejsce                   | Olga Szelc                  | Sebastian Iwasaki           | Magdalena Klatka & Radosław Chruściński | nie startowali                       |

### Juniorzy
| Medaliści Mistrzostw Polski | Medaliści Mistrzostw Polski | Medaliści Mistrzostw Polski | Medaliści Mistrzostw Polski        | Medaliści Mistrzostw Polski           | Medaliści Mistrzostw Polski |
| Miejsce                     | Solistki                    | Soliści                     | Pary sportowe                      | Pary taneczne                         | Jazda synchroniczna         |
| --------------------------- | --------------------------- | --------------------------- | ---------------------------------- | ------------------------------------- | --------------------------- |
| 1 miejsce                   | Agata Kryger                | Sebastian Iwasaki           | Anastasia Levshina & Jakub Tyc     | Justyna Plutowska & Dawid Pietrzyński | Amber Dance                 |
| 2 miejsce                   | Aleksandra Kamieniecka      | Kamil Białas                | Magdalena Jaskółka & Piotr Snopek  | Joanna Zając & Damian Binkowski       | Le Soleil                   |
| 3 miejsce                   | Aneta Michałek              | Edwin Siwkowski             | Natalia Kaliszek & Michał Kaliszek | Olga Yazkova & Rafał Dawidowski       | nie startowali              |

### Novice
W kategorii Novice (= Junior Młodszy) jedynie pary taneczne rywalizowały międzynarodowo. Pary sportowe nie startowały, a zawodnicy i zawodniczki indywidualni startowali tylko w towarzystwie innych Polaków.
| Medaliści Mistrzostw Polski | Medaliści Mistrzostw Polski | Medaliści Mistrzostw Polski | Medaliści Mistrzostw Polski | Medaliści Mistrzostw Polski            | Medaliści Mistrzostw Polski |
| Miejsce                     | Solistki                    | Soliści                     | Pary sportowe               | Pary taneczne                          | Jazda synchroniczna         |
| --------------------------- | --------------------------- | --------------------------- | --------------------------- | -------------------------------------- | --------------------------- |
| 1 miejsce                   | Agata Kryger                | Kamil Dymkowski             | nie rozegrano               | Joanna Zając & Damian Bińkowski        | Olivia Dance                |
| 2 miejsce                   | Marcelina Lech              | Krzysztof Gala              | nie rozegrano               | Julia Sicińska & Cezary Zawadzki       | nie startowali              |
| 3 miejsce                   | Kamila Leszczyńska          | Maciej Litwin               | nie rozegrano               | Karolina Trzeciak & Radosław Barszczak | nie startowali              |